# Johann Peter Schaidthauf
Johann Peter Schaidthauf (* 27. Juni 1707 in Raisting; † 27. Oktober 1794 in Neresheim) war ein Bildhauer und Stuckateur. Er wirkte vor allem im Hochstift Würzburg.

## Leben
Johann Peter Schaidthauf wurde am 27. Juni 1707 in Raisting geboren, das zum nahegelegenen Kloster Dießen am Ammersee gehörte. Der Vater Johann Schaidthauf war als Bauer und Gipser tätig und starb im Jahr 1754 mit 70 Jahren. Die Raistinger Kunsthandwerker wurden zur Wessobrunner Schule gezählt, das Kloster mit seinen kunsthistorisch bedeutsamen Bauten liegt nur wenige Kilometer vom Geburtsort des Johann Peter entfernt. Er heiratete am 25. Januar 1735 Apollonia Rosina Ruech aus Dettenhofen, das heute Gemeindeteil von Dießen am Ammersee ist.
Der junge Johann Peter Schaidthauf übernahm die Tätigkeiten des Vaters. Er arbeitete als Stuckateur und Söldner und betrieb daneben auf dem Hof der Familie Landwirtschaft. Er arbeitete wohl regelmäßig im Sommer in der Fremde und kehrte über den Winter zu seiner Familie zurück. Erstmals ist Schaidthauf im Jahr 1739 in Franken nachweisbar. Er arbeitete bis um 1746 an einer größeren Altarfolge für das Prämonstratenserkloster Gerlachsheim. Während Schaidthauf die Aufbauten anfertigte, entstanden die Bildhauerarbeiten durch Anton Grimbach, die Figuren stammen von Ferdinand Tietz. Mit beiden Künstlern arbeitete der Bildhauer regelmäßig zusammen.
Schaidthauf wirkte nicht nur im Hochstift Würzburg, sondern arbeitete auch für die Deutschordensresidenz Mergentheim. Da Stuckmarmor in Franken von der Hand weniger Spezialisten angebracht wurde, die zumeist aus Altbayern stammten, hatte Schaidthauf hier viele Aufträge. Die Söhne Thomas und Benedikt traten die Nachfolge des Vaters an. Johann Peter Schaidthauf ist 1779 in Hohenheim bei Neresheim nachweisbar. Er war auch noch mit 73 Jahren als Stuckateur tätig. Zuletzt arbeitete er an der Klosterkirche Neresheim mit, in der sein Sohn Thomas zum Klosterstuckateur aufgestiegen war. Johann Peter Schaidthauf starb am 27. Oktober 1794 mit 88 Jahren in Neresheim.

## Werke (Auswahl)

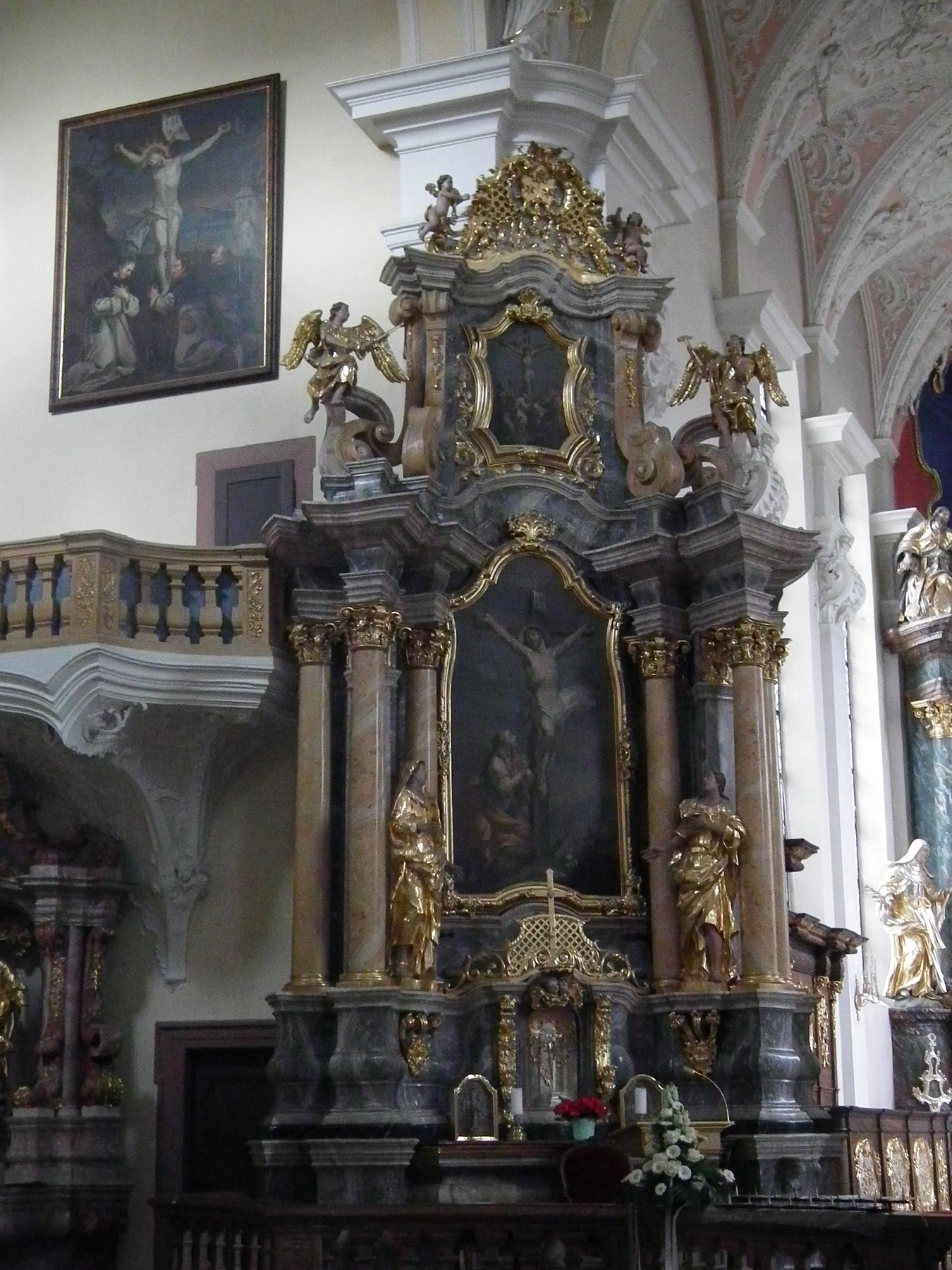
Altar in der Klosterkirche in Gerlachsheim

Johann Peter Schaidthauf nahm, neben den Arbeiten für Altäre, auch die Marmorierung von einzelnen Elementen der Kirchenausstattung vor. So ist er 1746 in Lauda in der dortigen Pfarrkirche nachweisbar. 1751 plante er in Dittigheim für die Pfarrkirche die Stellung der Altäre. 
- 1739–um 1746, Gerlachsheim, Klosterkirche, Seitenaltäre
- 1741, Mergentheim, Spitalkirche, Hochaltar u. a.
- 1742/1743–1751, Gaukönigshofen, Pfarrkirche, Hochaltar
- 1746, Mergentheim, Sala Terrena, 2 Kamine u. a.[3]